# Красное (Хабаровский край)
Кра́сное — село в Николаевском районе Хабаровского края. Административный центр Красносельского сельского поселения. Расположено на левом берегу реки Амур, недалеко от её устья.

## История
До середины 90-х годов XX века село было центральной базой экспедиции Далькварцсамоцветы и геологических партий.

## Население
| 1926 | 2002  | 2010 | 2011 | 2012 | 2021 |
| ---- | ----- | ---- | ---- | ---- | ---- |
| 170  | ↗1250 | ↘980 | ↘974 | ↘964 | ↘642 |

## Экономика
В настоящее время в селе находится ряд промышленных и сельскохозяйственных предприятий районного значения.